# Akihiko Nakaya
Akihiko Nakaya  (中谷明彦 - Tóquio, 3 de novembro de 1957) é um automobilista japonês de automobilismo.
Iniciou a carreira em 1986, competindo nos campeonatos japonês e australiano de turismo, além da Fórmula 3 nipônica. Disputou ainda provas do WTCC, o Grande Prêmio de Macau, além de outras categorias. Dedica-se atualmente às corridas de protótipos.
Em 1992, Nakaya esteve próximo de correr na Fórmula 1, pela equipe Brabham. Ele, na época na F-3000 japonesa, havia inclusive assinado contrato, mas a FIA interveio e negou a superlicença ao japonês, alegando que ele não tinha condições de guiar um carro da categoria. Para seu lugar, a equipe inglesa contratou Giovanna Amati, que fracassou ao não se classificar para 3 corridas.